# Pseudanophthalmus gransia
Pseudanophthalmus gransia är en skalbaggsart som beskrevs av Valentine. Pseudanophthalmus gransia ingår i släktet Pseudanophthalmus och familjen jordlöpare. Inga underarter finns listade i Catalogue of Life.